# Polüneikész
Polüneikész (görögülː Πολυνείκης) görög mitológiai alak, Oidipusz és Iokaszté fia. Neve jelentése sokgyőzelmű.

## Élete
Polüneikész a thébai mondakörben tűnik fel. Apja Oidipusz thébai király, aki – nem ismerve valódi származását – megölte apját, Laioszt, majd feleségül vette saját anyját, Iokasztét. Négy gyerekük született, két fiú, Eteoklész és Polüneikész, valamint két lány, Antigoné és  Iszméné. Oidipusz, amikor megismerte származását, megvakította magát, és a trónt fiaira hagyta, akik megállapodtak abban, hogy évenként váltják egymást. Eteoklész azonban nem adta át az uralkodást fivérének, amikor az következett, és elkergette Polüneikészt Thébaiból. Polüneikész az argoszi Adrasztosz királynál talált menedékre. Elvette egyik lányát, Augeiát, tőle született fia, Therszandrosz. Aphrodité bűvös nyakékével megvesztegette Eriphülé királynét, és így sikerült Andrasztoszt rábeszélnie a thébai hadjáratra. A városnak hét kapuja volt, az egyikét Polüneikész ostromolta és Eteoklész védte. A harcban a testvérek egymás kezétől estek el, miután megállapodtak, hogy párbajjal döntenek a királyságról. A trónt nagybátyjuk, Kreón szerezte meg, aki kihirdette, hogy Eteoklészt pompával kell eltemetni, Polüneikészt azonban tilos elhantolni. Antigoné nem törődött az utasítással, ezért Kreón őt is megölette.

## Tragédiák
A thébai mondakört több antik szerző is feldolgozta. Polüneikész neve megjelenik Aiszkhülosz Heten Thébai ellen című tragédiájában. Így írta le célját Aiszkhüloszː „Ha majd meghágja tornyunkat, s hírét viszik/e földnek, hogy király, s diadal-dalt ujong/vagy rád rohan, s megölve téged meghal itt, vagy élve hágy, de mert porig aláztad őt,/számüzetéseddel fizet szemet szemért.” (634-638) Aiszkhülosz leírása szerint pajzsán Diké látható, ahogy egy fegyveres férfit vezet, valamint ez a szöveg olvashatóː „Hazavezérlem őt, hogy majd övé legyen a vár, uralkodjék apái termein.” (646-647) Szerepet kapott Euripidész Phoinikiai nők című drámájában is, amely a két testvér viszályát dolgozza fel, valamint Szophoklész Oidipusz Kolónoszban című tragédiájában. A két fivér konfliktusát Jean Racine is feldolgozta A testvér-ellenfelek című drámájában, valamint Vittorio Alfieri is színpadra állította Polüneikész címmel.